# Absidia psychrophilia
Absidia psychrophilia är en svampart som beskrevs av Hesselt. & J.J. Ellis 1964. Absidia psychrophilia ingår i släktet Absidia och familjen Mucoraceae.   Inga underarter finns listade i Catalogue of Life.